# Charneca de Caparica e Sobreda
Charneca de Caparica e Sobreda (oficialmente: União das Freguesias de Charneca de Caparica e Sobreda) é uma freguesia portuguesa do município de Almada com 29,31 km² de 
área e 48 733 habitantes (censo de 2021). A sua densidade populacional é 1 662,7 hab./km².

## História
Foi constituída em 2013, no âmbito de uma reforma administrativa nacional, pela agregação das antigas freguesias de Charneca de Caparica e Sobreda com sede em Charneca de Caparica. O presidente actual da Junta de Freguesia é Pedro Matias.
No seu território situa-se o Monte da Cruz, outeiro de referência no património histórico-religioso, e a Herdade da Aroeira com o seu mundialmente reconhecido pinhal (o Pinhal do Rei mandado plantar por D. João V de Portugal) e campo de golfe.

## Demografia
A população registada nos censos foi:
| Ano  | 0-14 Anos | 15-24 Anos | 25-64 Anos | > 65 Anos |
| 2001 | 4909      | 4104       | 18137      | 4089      |
| 2011 | 7843      | 4346       | 25433      | 7307      |
| 2021 | 7599      | 5340       | 25763      | 10031     |

À data da junção das freguesias, a população registada no censo anterior foi:
| Freguesia atual                | Freguesia atual  | Freguesia atual | Freguesias antigas   | Freguesias antigas | Freguesias antigas |
| Freguesia                      | População (2011) | Área (km²)      | Freguesia            | População(2011)    | Área(km²)          |
| ------------------------------ | ---------------- | --------------- | -------------------- | ------------------ | ------------------ |
| Charneca de Caparica e Sobreda | 44 929           | 29,31           | Charneca de Caparica | 29 763             | 23,14              |
| Charneca de Caparica e Sobreda | 44 929           | 29,31           | Sobreda              | 15 166             | 6,17               |